# Личфилд (Илиноис)
Личфилд (енгл. Litchfield) град је у америчкој савезној држави Илиноис. По попису становништва из 2010. у њему је живело 6.939 становника.

## Демографија
Према попису становништва из 2010. у граду је живело 6.939 становника, што је 124 (1,8%) становника више него 2000. године.
| Група             | 2000.         | 2010.         |
| Белци             | 6.659 (97,7%) | 6.665 (96,1%) |
| Афроамериканци    | 25 (0,4%)     | 42 (0,6%)     |
| Азијати           | 18 (0,3%)     | 37 (0,5%)     |
| Хиспаноамериканци | 65 (1,0%)     | 103 (1,5%)    |
| Укупно            | 6.815         | 6.939         |